# Chowder
Chowder est une série télévisée d'animation américaine créée par C. H. Greenblatt et produite par Cartoon Network Studios, initialement diffusée entre le 2 novembre 2007 et le 7 août 2010 sur Cartoon Network.

## Scénario
La série raconte les aventures de Chowder, un jeune garçon âgé de 14 ans (considéré comme un chat, un ours ou même un lapin),apprenti-cuisinier d'un chef cuisinier nommé Mung Daal, propriétaire d'une compagnie de restaurant. L'émission combine une animation traditionnelle avec une animation en volume et également de marionnettes.

## Distribution

### Voix originales
- Nicky Jones : Chowder
- Dwight Schultz : Mung Daal
- John DiMaggio : Schnitzel
- Tara Strong : Truffette
- Dana Snyder : Gazpacho
- Liliana Mumy : Panini
- Mindy Sterling : Mademoiselle Endive

### Voix françaises
- Audrey Sablé : Chowder
- Nicolas Marié : Mung Daal
- Michel Vigné : Schnitzel, Gazpacho
- Colette Venhard : Truffette
- Patricia Legrand : Panini
- Anne Rondeleux : Mademoiselle Endive
- Lucile Boulanger : Gorgonzola

## Personnages
- Chowder est un jeune garçon âgé de 14 ans, excentrique et très gourmand. Il est l'apprenti d'un chef cuisinier mondialement réputé nommé :
- Mung Daal, qui lui, est âgé de plusieurs centaines d'années[4],[5]. Hormis, c’est deux personnages qui partagent la même passion pour la nourriture, l'assistant du chef Mung :
- Schnitzel, dont le vocabulaire ne se constitue que de « Ouadda » et de « Bla » mais dont le gestuel reste très explicite[6].
- Truffette l'épouse de Mung Daal très caractérielle tenant les affaires du restaurant.
- Panini, la soi-disant « petite amie » de Chowder, repoussé par celui-ci, et apprentie de :
- Mademoiselle Endive, rivale de Mung.
- Gazpacho, un mammouth laineux vendeur de produits alimentaires souvent peu conformes à la norme.
- Gorgonzola, également un apprenti-chef cuisinier aux allures de souris exècre Chowder par jalousie.

## Épisodes

### Saison 1 (2007–2008)
| №  | #  | Titre de l'épisode                                          | Titre de l'épisode                                            | Scénario et storyboard | Première diffusion | Première diffusion |
| -- | -- | ----------------------------------------------------------- | ------------------------------------------------------------- | --- | ------------------ | ------------------ |
| 1  | 1  | Titres français inconnus                                    | Burple Nuples / Shnitzel Makes a Deposit                      | C. H. Greenblatt et William Reiss | 2 novembre 2007    | 6 septembre 2008   |
| 2  | 2  | Le crumble Poumpoum aux pommes grenouilles / La petite amie | The Froggy Apple Crumple Thumpkin (en) / Chowder's Girlfriend | C. H. Greenblatt (2a et b) et William Reiss (2b)                                                                                             | 2 novembre 2007    | 7 septembre 2008   |
| 3  | 3  | Bouchées double / Le mini monstre cannelle                  | Grubble Gum / The Cinnamini Monster                           | C. H. Greenblatt (3a et b), Danielle McCole, Tom King (3a), Michele McCole Moss et William Reiss (3b)                                        | 9 novembre 2007    | 8 septembre 2008   |
| 4  | 4  | La Certifrication / Les fèves chantantes                    | Certifrycation Class / Sing Beans                             | C. H. Greenblatt (4a et b), Clayton Morrow (en), Peter Browngardt (en) (4a) et Alex Almaguer (4b)                                            | 16 novembre 2007   | 9 septembre 2008   |
| 5  | 5  | La mauvaise adresse / Le mauvais M. Samba                   | The Wrong Address / The Wrong Customer                        | C. H. Greenblatt (5a et b), Alex Almaguer (5a) et Clayton Morrow (5b)                                                                        | 23 novembre 2007   | 4 septembre 2008   |
| 6  | 6  | Soirée Mahjong / Senteurs d'amour                           | Mahjongg Night / Stinky Love                                  | C. H. Greenblatt (6a et b) et Tom King (6b)                                                                                                  | 30 novembre 2007   | 3 septembre 2008   |
| 7  | 7  | Titres français inconnus                                    | The Thrice Cream Man / The Flibber-Flabber Diet               | C. H. Greenblatt (7a et b), Clayton Morrow (7a), Alex Almaguer et William Reiss (7b)                                                         | 7 décembre 2007    | 5 septembre 2008   |
| 8  | 8  | Titres français inconnus                                    | Gazpacho Stands Up / A Taste of Marzipan                      | C. H. Greenblatt (8a et b), Tom King (8a), Kevin A. Kramer et Alex Almaguer (8b)                                                             | 14 décembre 2007   | 10 septembre 2008  |
| 9  | 9  | Titres français inconnus                                    | The Puckerberry Overlords / The Elemelons                     | C. H. Greenblatt (9a et b), Maxwell Atoms (9a), Michele McCole Moss et William Reiss (9b)                                                    | 18 janvier 2008    | 11 septembre 2008  |
| 10 | 10 | Titres français inconnus                                    | Sniffleball / Mung on the Rocks                               | C. H. Greenblatt (10a et b), Danielle McCole, Clayton Morrow (10a), Tom King et Cindy Morrow (10b)                                           | 6 mars 2008        | 13 septembre 2008  |
| 11 | 11 | Titres français inconnus                                    | The Heavy Sleeper / The Moldy Touch                           | C. H. Greenblatt, Peter Browngardt (11a et b) et Cindy Morrow (11b)                                                                          | 3 avril 2008       | 14 septembre 2008  |
| 12 | 12 | Titres français inconnus                                    | At Your Service / Chowder and Mr. Fugu                        | C. H. Greenblatt, Danielle McCole (12a et b), William Reiss (12a) et Tom King (12b)                                                          | 1er mai 2008       | 15 septembre 2008  |
| 13 | 13 | Titres français inconnus                                    | The Vacation / The Sleep Eater                                | C. H. Greenblatt (13a et b), Kevin A. Kramer, Clayton Morrow (13a), Danielle McCole et Peter Browngardt (13b)                                | 5 juin 2008        | 16 septembre 2008  |
| 14 | 14 | Titres français inconnus                                    | The Bruised Bluenana / Shnitzel and the Lead Farfel           | C. H. Greenblatt (14a et b), William Reiss (14a) et Tom King (14b)                                                                           | 12 juin 2008       | 17 septembre 2008  |
| 15 | 15 | Titres français inconnus                                    | The Thousand Pound Cake / The Rat Sandwich                    | C. H. Greenblatt (15a et b), Phil Rynda, Peter Browngardt (15a), Kevin A. Kramer et Clayton Morrow (15b)                                     | 19 juin 2008       |                    |
| 16 | 16 | Titres français inconnus                                    | Chowder Loses His Hat / Brain Grub                            | C. H. Greenblatt (16a et b), Mike Bell, Phil Rynda (16a), Alex Almaguer et Danielle McCole (16b)                                             | 26 juin 2008       |                    |
| 17 | 17 | Titre français inconnu                                      | Shnitzel Quits                                                | Kevin A. Kramer, C. H. Greenblatt, Mark Segurson et Peter Browngardt                                                                         | 3 juillet 2008     |                    |
| 18 | 18 | Titres français inconnus                                    | The Broken Part / The Meach Harvest                           | Danielle McCole, C. H. Greenblatt Peter Browngardt (18a), Pietro "Pappy" Piumetti, Brook Chalmers et Tom King (18b)                          | 10 juillet 2008    |                    |
| 19 | 19 | Titres français inconnus                                    | Banned from the Stand / Créme Puff Hands                      | C. H. Greenblatt (19a et b), Pietro "Pappy" Piumetti, Brook Chalmers, Tom King (19a), William Reiss, Clayton Morrow et Danielle McCole (19b) | 17 juillet 2008    |                    |
| 20 | 20 | Titre français inconnu                                      | The Apprentice Games                                          | Danielle McCole, C. H. Greenblatt, William Reiss, Clayton Morrow et Alex Almaguer                                                            | 24 juillet 2008    |                    |

### Deuxième saison (2008–2009)
Chowder est initialement diffusée entre le 1er décembre 2007 et le 7 août 2010 sur la chaîne de télévision Cartoon Network aux États-Unis. En France, la série est diffusée le 13 octobre 2008 sur Cartoon Network,et sur Boomerang en 2009-2010 et depuis le 10 avril 2009 dans l'émission Tfou sur TF1. Au Québec, elle est diffusée depuis le 6 septembre 2008 sur Télétoon.